# Go Seul-ki
Go Seul-ki (고슬기?; Seul, 21 aprile 1986) è un calciatore sudcoreano, centrocampista del Chanthaburi.

## Palmarès

### Club

#### Competizioni nazionali
- Campionato sudcoreano: 1

Pohang Steelers: 2007
- Coppa della Corea del Sud: 1

Pohang Steelers: 2008
- Korean League Cup: 1

Ulsan Hyundai: 2011
- Thai League 1: 1

Buriram United: 2015
- Thai FA Cup: 1

Buriram United: 2015
- Thai League Cup: 2

Buriram United: 2015, 2016

#### Competizioni internazionali
- AFC Champions League: 1

Ulsan Hyundai: 2012